# بيفيريدغ ويبستر
بيفيريدغ ويبستر (بالإنجليزية: Beveridge Webster)‏ هو معلم موسيقى وأستاذ جامعي وعازف بيانو وموسيقي أمريكي، ولد في 13 مايو 1908 في بيتسبرغ في الولايات المتحدة، وتوفي في 30 يونيو 1999 في هانوفر في الولايات المتحدة.

## وصلات خارجية
- بيفيريدغ ويبستر على موقع ميوزك برينز (الإنجليزية)
- بيفيريدغ ويبستر على موقع ديسكوغز (الإنجليزية)